# Xanthophenax pulchripennis
Xanthophenax pulchripennis là một loài tò vò trong họ Ichneumonidae.